# Dystrykt Gujrat
Gujrat (urdu: گجرات) – dystrykt w Pakistanie, położony w prowincji Pendżab. Siedzibą administracyjną dystryktu jest Gujrat.